# کیتسکولا
کیتسکولا (به لاتین: Kitseküla) یکی از زیربخش‌های تالین پایتخت استونی است. کیتسکولا ۴٬۰۵۳ نفر جمعیت دارد.

## نگارخانه

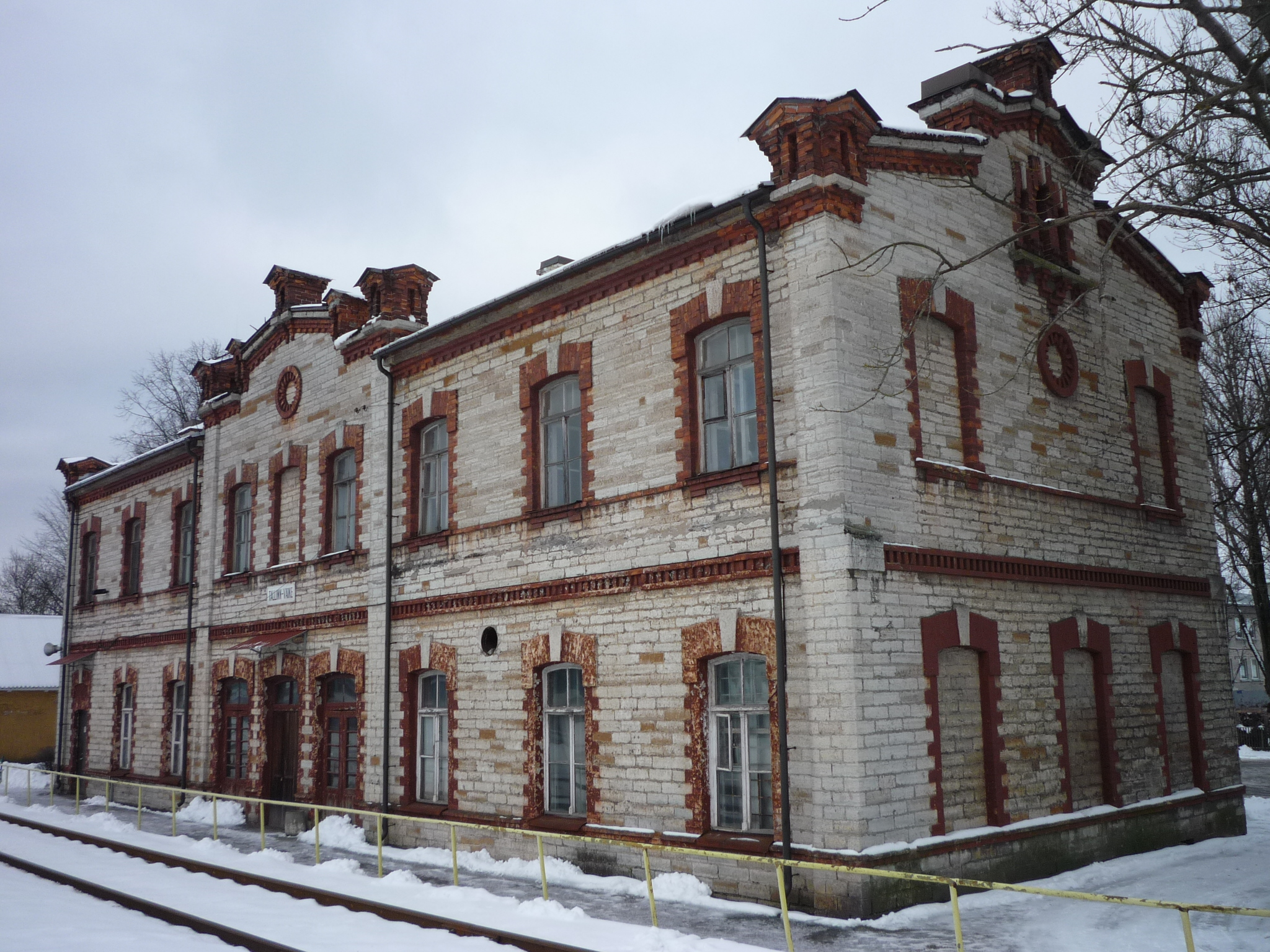
ایستگاه راه‌آهن تالین-وایکه
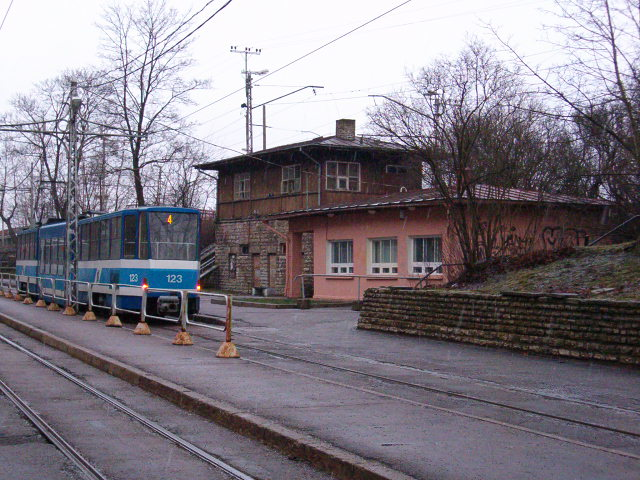
ایستگاه متروی توندی و ایستگاه تراموا
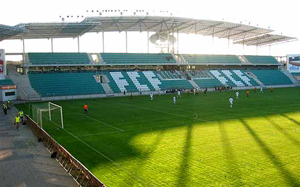
ورزشگاه آ. له کوک آرنا, ورزشگاه تیم ملی فوتبال استونی و باشگاه فوتبال فلورا تالین.
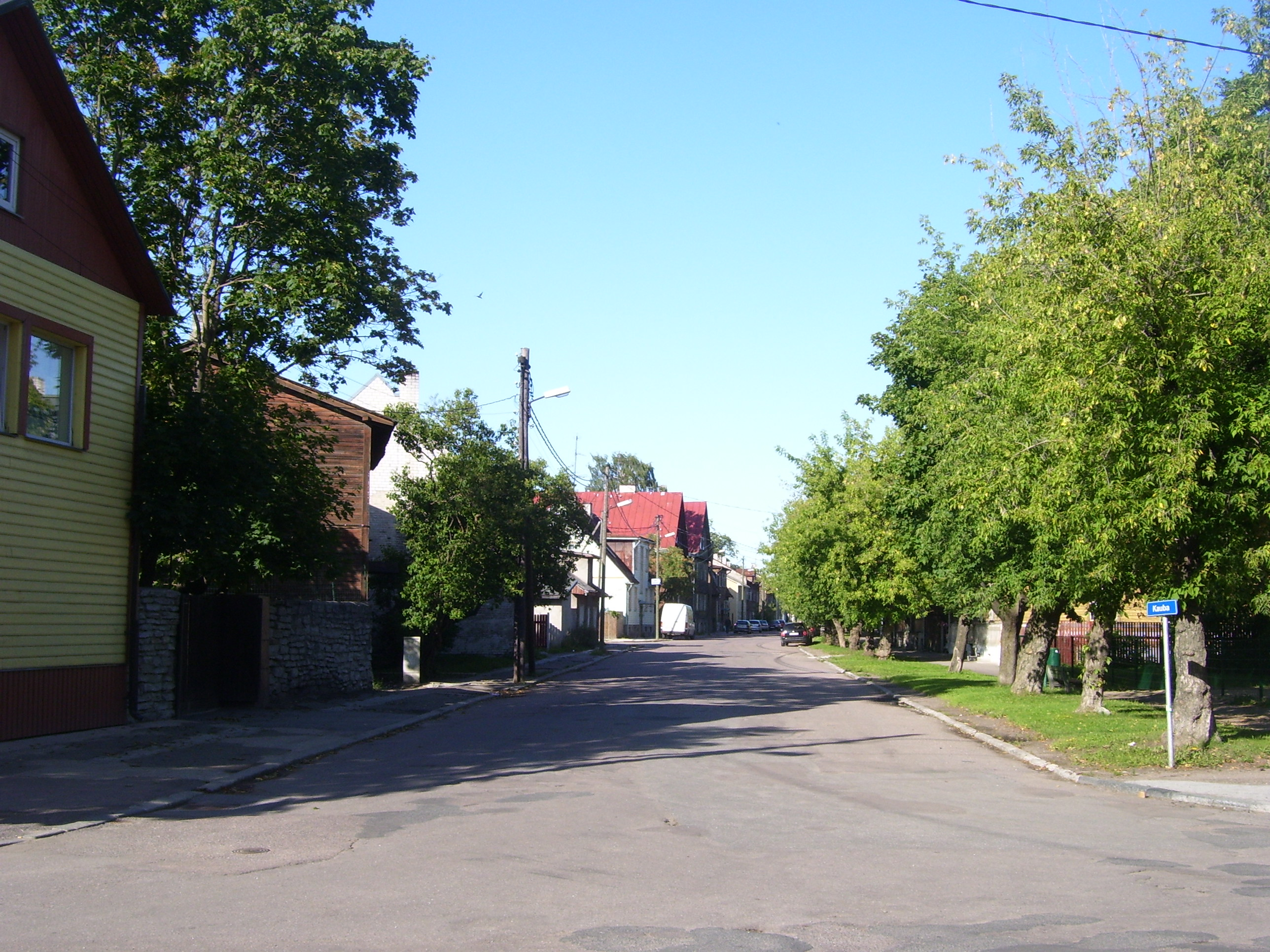
خیابان کائوبا